# وین مک‌کارنی
وین مک‌کارنی (انگلیسی: Wayne McCarney؛ زادهٔ ۳۰ ژوئن ۱۹۶۶) دوچرخه‌سوار اهل استرالیا است.
وی در مسابقات کشوری و بین‌المللی در مجموع برندهٔ ۱ مدال برنز شده‌است.